# Maura
För andra betydelser, se Maura (olika betydelser).
Maura är en  tätort i Nannestads kommun i Akershus fylke i sydöstra Norge. Orten är kommunens största såväl som nordligaste tätort och ligger sex kilometer norr om kommunens centralort Teigebyen.